# NHL 1938/39
Die NHL-Saison 1938/39 war die 22. Spielzeit in der National Hockey League. Sieben Teams spielten jeweils 48 Spiele. Den Stanley Cup gewannen die Boston Bruins nach einem 4:1-Erfolg in der Finalserie gegen die Toronto Maple Leafs. Nachdem die Montreal Maroons aus finanziellen Gründen nicht mehr angetreten waren, wurde ab dieser Saison nicht mehr in zwei Gruppen gespielt. Überragender Spieler war der Topscorer Toe Blake, der auch die Hart Memorial Trophy gewann. In den Playoffs spielte sich jedoch ein anderer Spieler in den Vordergrund. Nach nur zehn Toren in der regulären Saison traf Bostons Mel Hill sechs Mal in den Playoffs. Seinen neuen Spitznamen „Sudden Death“ Hill verdiente er sich in der Halbfinalserie gegen die Rangers. In der Serie über sieben Spiele entschied Hill drei Spiele in Overtime, so auch das letzte nach 48 Minuten.

## Reguläre Saison

### Abschlusstabelle
Abkürzungen: W = Siege, L = Niederlagen, T = Unentschieden, GF= Erzielte Tore, GA = Gegentore, Pts = Punkte
|                     | W  | L  | T  | GF  | GA  | Pts |
| ------------------- | -- | -- | -- | --- | --- | --- |
| Boston Bruins       | 36 | 10 | 2  | 156 | 76  | 74  |
| New York Rangers    | 26 | 16 | 6  | 149 | 105 | 58  |
| Toronto Maple Leafs | 19 | 20 | 9  | 114 | 107 | 47  |
| New York Americans  | 17 | 21 | 10 | 119 | 157 | 44  |
| Detroit Red Wings   | 18 | 24 | 6  | 107 | 128 | 42  |
| Montréal Canadiens  | 15 | 24 | 9  | 115 | 146 | 39  |
| Chicago Blackhawks  | 12 | 28 | 8  | 91  | 132 | 32  |

### Beste Scorer
Abkürzungen: GP = Spiele, G = Tore, A = Assists, Pts = Punkte
| Spieler          | Team         | GP | G  | A  | Pts |
| ---------------- | ------------ | -- | -- | -- | --- |
| Toe Blake        | Montréal     | 48 | 24 | 23 | 47  |
| Sweeney Schriner | NY Americans | 48 | 13 | 31 | 44  |
| Bill Cowley      | Boston       | 34 | 8  | 34 | 42  |
| Clint Smith      | NY Rangers   | 48 | 21 | 20 | 41  |
| Marty Barry      | Detroit      | 48 | 13 | 28 | 41  |
| Syl Apps         | Toronto      | 48 | 15 | 25 | 40  |
| Tommy Anderson   | NY Americans | 48 | 13 | 27 | 40  |
| Johnny Gottselig | Chicago      | 48 | 16 | 23 | 39  |
| Paul Haynes      | Montréal     | 47 | 5  | 33 | 38  |
| Roy Conacher     | Boston       | 47 | 26 | 11 | 37  |

## Stanley-Cup-Playoffs
|  | Viertelfinale | Viertelfinale         | Viertelfinale       |                   |                     | Halbfinale | Halbfinale    | Halbfinale |  |  | Stanley-Cup-Finale | Stanley-Cup-Finale | Stanley-Cup-Finale |
|  |               |                       |                     |                   |                     |            |               |            |  |  |                    |                    |                    |
|  |               |                       |                     |                   |                     |            |               |            |  |  |                    |                    |                    |
|  |               |                       |                     |                   |                     |            |               |            |  |  |                    |                    |                    |
|  | 1             | Boston Bruins         | 4                   |                   |                     |            |               |            |  |  |                    |                    |                    |
|  | 1             | Boston Bruins         | 4                   |                   |                     |            |               |            |  |  |                    |                    |                    |
|  |               |                       | 2                   | New York Rangers  | 3                   |            |               |            |  |  |                    |                    |                    |
|  |               |                       |                     | New York Rangers  | 3                   |            |               |            |  |  |                    |                    |                    |
|  |               |                       |                     |                   |                     |            |               |            |  |  |                    |                    |                    |
|  |               |                       |                     |                   |                     |            |               |            |  |  |                    |                    |                    |
|  |               |                       |                     |                   |                     | 1          | Boston Bruins | 4          |  |  |                    |                    |                    |
|  |               | 3                     | Toronto Maple Leafs | 1                 |                     |            |               |            |  |  |                    |                    |                    |
|  | 3             | Toronto Maple Leafs   | 2                   |                   |                     |            |               |            |  |  |                    |                    |                    |
|  | 4             | New York Americans    | 0                   |                   |                     |            |               |            |  |  |                    |                    |                    |
|  | 4             | New York Americans    | 0                   | 3                 | Toronto Maple Leafs | 2          |               |            |  |  |                    |                    |                    |
|  |               |                       |                     | 3                 | Toronto Maple Leafs | 2          |               |            |  |  |                    |                    |                    |
|  |               |                       | 5                   | Detroit Red Wings | 1                   |            |               |            |  |  |                    |                    |                    |
|  | 5             | Detroit Red Wings     | 5                   | Detroit Red Wings | 1                   | 2          |               |            |  |  |                    |                    |                    |
|  | 5             | Detroit Red Wings     |                     |                   |                     |            |               |            |  |  |                    |                    |                    |
|  | 6             | Canadiens de Montréal | 1                   |                   |                     |            |               |            |  |  |                    |                    |                    |

## NHL Awards und vergebene Trophäen
| Auszeichnung          | Spieler       | Team               |
| --------------------- | ------------- | ------------------ |
| Art Ross Trophy:      | Toe Blake     | Montréal Canadiens |
| Calder Trophy:        | Frank Brimsek | Boston Bruins      |
| Hart Memorial Trophy: | Toe Blake     | Montréal Canadiens |
| Lady Byng Trophy:     | Clint Smith   | New York Rangers   |
| Vezina Trophy:        | Frank Brimsek | Boston Bruins      |